# The Coming Race

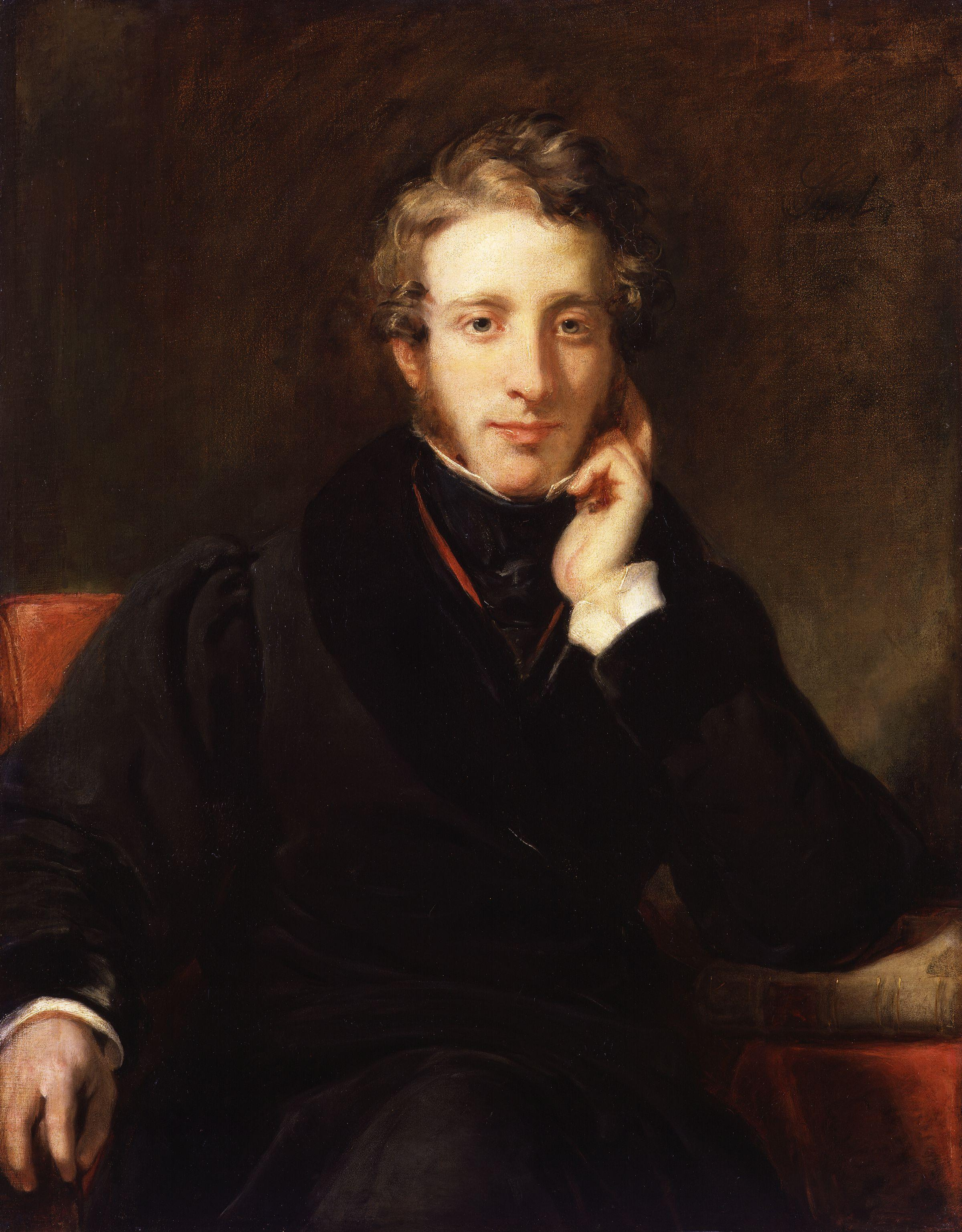
Edward Bulwer-Lytton

The Coming Race (deutsche Titel Das Geschlecht der Zukunft oder Das kommende Geschlecht) ist ein 1871 erschienener Science-Fiction-Roman von Edward Bulwer-Lytton.

## Handlung

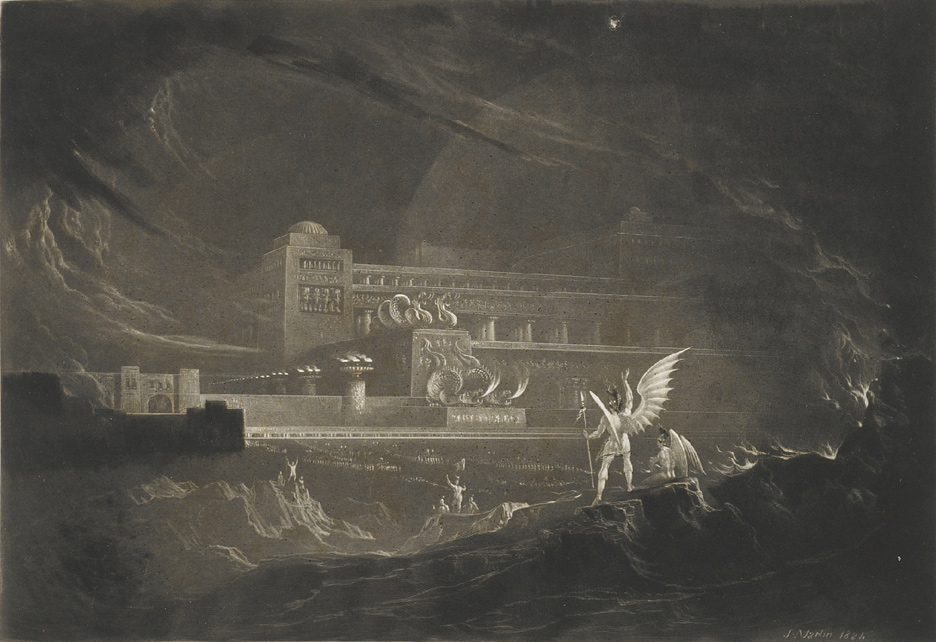
John Martin (1789–1854): Pandemonium, ca. 1825. In Coming Race wird die Architektur der Vril-ya mit den Bildern John Martins verglichen

In diesem Roman begegnet der Erzähler einer unterirdischen Menschenrasse, den Vril-Ya, die über eine der menschlichen Rasse weit überlegene psychische Vitalenergie namens Vril verfügen. Die Vril-Kräfte befähigen sie zur Telepathie und Telekinese und ermöglichen ihnen Einfluss auf jede Form belebter oder unbelebter Materie zur Heilung, zur Erweckung Toter oder zur Zerstörung zu nehmen. Ursprünglich ein Volk, das an der Erdoberfläche lebte, wurden die Vril-ya durch eine Naturkatastrophe vom Rest der Menschheit abgeschnitten und zogen in ein unterirdisches Höhlensystem, in dem sie eine neue Heimat fanden. Dort entwickelten sie sich in einer von Kriegen und gesellschaftlichen Umbrüchen gezeichneten Geschichte schließlich durch die Entdeckung einer neuen Naturkraft – der Vril-Kraft – zu einer  Gesellschaft, die allen anderen Rassen überlegen ist. Durch den Kontakt mit dem Erzähler des Romans erfahren die Vril-ya von den Menschen, die an der Erdoberfläche leben, und befragen ihn eingehend über die menschliche Gesellschaft. Dem Erzähler gelingt die Flucht aus dem Reich der Vril-ya und er warnt seine Leser am Ende des Romans vor der Gefahr, die von den Vril-ya für die Menschheit ausginge, sollten sie jemals an die Oberfläche zurückkehren.

## Entstehungshintergrund
The Coming Race wird als früher Science-Fiction-Roman eingestuft. Der britische Literaturwissenschaftler Geoffrey Wagner vertritt dagegen die Ansicht, dass es sich nicht um eine wissenschaftlich-technische Utopie im Stile Jules Vernes handelt. Der Roman sei vielmehr eine Satire, die sich kritisch mit zeitgenössischen Strömungen in Politik, Kultur und Gesellschaft auseinandersetzt. Tatsächlich greift Bulwer-Lytton in dem Roman fast alle sozialen, ästhetischen und politischen Diskurse seiner Zeit auf: die Evolutionstheorie, ebenso wie Emanzipation der Frauen, Kunst, Okkultismus, Demokratie und Kapitalismus.
Bulwer-Lytton erdachte die „Vril-ya“ und die „Vril“-Kraft, um seinen Lesern mit ihrer Hilfe vor Augen zu führen, welche Folgen Sozialdarwinismus, frühsozialistische Gesellschaftsutopien und die damals beginnende Frauenbewegung seiner Ansicht nach hätten, wenn sie sich durchsetzen würden. Daneben parodiert er in diesem Roman auch den Stil der damals beliebten Reiseberichte und politisch-utopischen Romane.
Diese von der Literaturwissenschaft erarbeitete Interpretation des Romans stützt sich nicht zuletzt auf Briefe, in denen Bulwer-Lytton Freunden und Verwandten gegenüber seine Überlegungen erläuterte und aus denen auch hervorgeht, wie er die Sprache der „Vril-ya“ und das Konzept der „Vril“-Kraft entwickelte. Für die von ihm erfundene Sprache der Vril-ya orientierte er sich an den Vorstellungen des Philologen Max Müller zur Sprachentwicklung und bediente sich anhand von Lexikonartikeln aus dem Vokabular verschiedener Sprachen, darunter dem Lateinischen und Griechischen, aber auch aus indianischen Sprachen und dem Sanskrit.
Das Wort Vril insbesondere wurde vermutlich von dem lateinischen Wort virilis (‚mannhaft‘, ‚kraftvoll‘) abgeleitet.
Für die Zwecke seines Romans war es ihm wichtig, eine Rasse zu beschreiben, die sich so weit von den Menschen fortentwickelt hat, dass sie sich nicht mehr mit ihnen vermischen kann und über Kräfte verfügt, denen die Menschen nicht mehr gewachsen sind. In diesem Zusammenhang schrieb Bulwer-Lytton an einen Freund über seine Überlegungen, welche Eigenschaften die Vril-ya in seinem Roman haben sollten:

„Da nun einige Tiere wie der Torpedo oder der Zitteraal elektrisch geladen sind und sie diese Kraft nicht anderen Körpern mitteilen können, so gehe ich von der Existenz einer Rasse aus, die mit Elektrizität geladen ist und die Kunst erworben hat, sie zu konzentrieren und zu kontrollieren, mit einem Wort, Leiter ihrer Blitze zu sein. Wenn Du irgendeinen anderen Vorschlag zur Umsetzung der Idee von einer zerstörerischen Rasse hast, würde mich das freuen. Wahrscheinlich sollte die Vorstellung des Vril noch mehr von Mesmerismus und Mystizismus befreit werden, indem es einfach als Elektrizität bezeichnet wird [...]“

Die kulturpessimistische Sichtweise Bulwer-Lyttons war in der Literatur seiner Zeit keineswegs ein Einzelfall. Unter der kulturellen Elite des viktorianischen Englands waren Zweifel an dem gerade aufkommenden Maschinenzeitalter weit verbreitet. In der Literatur dieser Zeit finden sich viele Beispiele, in denen die Bewunderung des naturwissenschaftlichen Fortschritts mit einer Warnung vor seinen Risiken einhergeht.
Bulwer-Lytton nahm selbst als aktiver Akteur an den Diskursen über die Wissenschaftlichkeit von Phänomenen wie Magnetismus und später, in den 1850er Jahren, Spiritismus teil. Am 28. Februar 1869 verfasste er auf Anfrage der London Dialectical Society eine Stellungnahme, in der er Geister als Ursachen für spiritistische Phänomene ausschloss und stattdessen auf das Vorhandensein einer alles durchdringenden Naturkraft zurückführte. Hierin spiegelt sich die lange Beschäftigung Bulwer-Lyttons mit Magnetismus wider, die auch in seinen früheren Werken immer wieder thematisiert worden war. Mehrere wichtige Magnetismus-Theoretiker zählten zum Freundes- und Bekanntenkreis Bulwer-Lyttons.

## Rezeption
The Coming Race war das letzte Buch, das Bulwer-Lytton vor seinem Tod schrieb, und erschien zu seinen Lebzeiten nur anonym, da er fürchtete, es würde von der Kritik verrissen werden, wenn er es unter seinem Namen veröffentlichte. Er selbst war von der Publikumsreaktion enttäuscht und der Ansicht, dass die meisten seiner Leser die oben dargestellten Kernaussagen des Buches nicht verstanden hätten. Der Roman war jedoch ein großer kommerzieller Erfolg und kurz nach Bulwer-Lyttons Tod brachte der Leipziger Tauchnitz-Verlag 1873 die erste englischsprachige Ausgabe heraus, die ihn nun auch als Autor nannte. Das Buch war weiterhin sehr erfolgreich und erlebte bis heute zahlreiche Ausgaben und Übersetzungen in mehrere Sprachen; die erste deutsche Übersetzung erschien bereits 1874.
Das Wort Vril war im englischen Sprachraum so bekannt, dass es Aufnahme in Wörterbücher fand. Der Bekanntheitsgrad war offenbar so groß, dass 1886 ein Rindfleischextrakt unter dem Namen Bovril auf den Markt kam, da der Bezug zur bekannten „Vril“-Kraft als absatzfördernder Markenname angesehen wurde. Vom 5. bis 7. März 1891 fand in der großen Londoner Royal Albert Hall sogar ein Vril-ya-Bazaar statt, auf dem ebenfalls Bovril ausgeschenkt worden ist. Im Laufe der Zeit gerieten die Werke Bulwer-Lyttons, der Dutzende Romane und Erzählungen geschrieben hatte, größtenteils in Vergessenheit.
The Coming Race bildet hier aber eine Ausnahme, aufgrund der besonderen Bedeutung, die ihm Theosophen und Okkultisten zuschrieben.
Während die zeitgenössische Kritik The Coming Race als Satire auffasste, betrachteten es andere Teile des Publikums als okkultistischen Schlüsselroman. In diesen Kreisen wurde die Ansicht vertreten, dass Bulwer-Lytton ein Mitglied der Rosenkreuzer sei und dass die „Vril“-Kraft eine tatsächlich existierende, universale Lebenskraft sei. Dieser Auffassung zufolge war der Roman lediglich ein Vehikel, mit dem Bulwer-Lytton seinen Lesern unter dem Deckmantel der Anonymität geheimes Wissen mitteilen wollte.
Grund für die Popularität Bulwer-Lyttons in theosophischen und okkultistischen Kreisen war vor allem die Behauptung, er sei Grand Patron der britischen Societas Rosicruciana in Anglia gewesen. Diese hatte Bulwer-Lytton 1870 tatsächlich diesen Ehrenrang zugesprochen, jedoch ohne dessen Wissen und sogar gegen seinen Willen, wie anhand einer Korrespondenz mit dem S.R.I.A.-Mitglied Hargrave Jennings deutlich wird. Tatsächlich gibt es keinerlei historische Belege dafür, dass Bulwer-Lytton jemals Mitglied einer esoterischen Gesellschaft gewesen ist. Dies gilt auch für die Behauptung, er sei in eine deutsche Loge der aufgehenden Morgenröthe initiiert worden. Die entsprechende Loge existierte tatsächlich, jedoch kann anhand ihrer Unterlagen gezeigt werden, dass Bulwer-Lytton dort niemals Mitglied war.
Bulwer-Lytton hatte sich seit ungefähr 1830 für Alchemie, Okkultismus, Mesmerismus und Spiritismus interessiert. Diese Themen tauchen auch in einigen seiner frühen Romane auf, vor allem in dem 1842 erschienenen Zanoni. Ab den 1850er Jahren, als mehr und mehr Spiritisten als Betrüger entlarvt wurden, entwickelte er jedoch eine innere Distanz zu diesen Vorstellungen und interessierte sich stattdessen intensiv für die Erkenntnisse der Naturwissenschaft. Während die Annahme einer „Lebenskraft“ für die Naturwissenschaft zu Beginn des 19. Jahrhunderts noch ein ernstzunehmendes Konzept war, wandelte sich diese Auffassung um die Mitte des Jahrhunderts. Chemiker und Biologen erkannten mehr und mehr, dass es sich bei organischen Vorgängen um komplizierte chemisch-physikalische Prozesse handelte und dass es keine spezifische „Lebenskraft“ gab. Auch Bulwer-Lytton betrachtete die „Lebenskraft“ als einen gescheiterten Traum der Magier und Alchemisten.

## Vril-Gesellschaft
Für die Rezeption im Okkultismus wurde insbesondere die Aufnahme von Vril als einer real existierenden Kraft durch die Theosophie um Helena Blavatsky. Diese Rezeption und die Verbindung von Vril mit dem Atlantis-Mythos durch den Theosophen William Scott-Elliot bereiteten den Boden für die Aufnahme der Vril-Kraft in die Theorien von Ariosophen und rechtsnationalistischen Esoterikern, die schließlich in der Legende von der Vril-Gesellschaft, den Reichsflugscheiben und diversen bis in die Gegenwart wirkenden Verschwörungstheorien ihren Ausdruck fand.

## Ausgaben
Englische Ausgaben:
- Erstausgabe: The Coming Race. W. Blackwood & Sons, London & Edinburgh, 1871, auch als: Vril: The Power of the Coming Race
- US-Ausgabe: The Coming Race, or The New Utopia. Francis B. Felt & Co., New York 1871.
- Auch als: Vril: The Power of the Coming Race. Rudolf Steiner Publications, 1972.
- Aktuelle Ausgabe: The Coming Race. Hrsg. und mit einer Einführung von David Seed. Wesleyan University Press, 2005.
- E-Book: The Coming Race. Open Road, 2020, ISBN 978-1-5040-6178-0.

Deutsche Übersetzungen:
- Das Geschlecht der Zukunft. Aus dem Englischen von Jenny Piorkowska. Ernst Julius Günther, Leipzig 1874.
- Vril oder Eine Menschheit der Zukunft. Übersetzt von Guenther Wachsmuth, Stuttgart 1922.
- Das kommende Geschlecht. Übersetzt von Michael Walter. Suhrkamp (Phantastische Bibliothek #42), 1980, ISBN 3-518-37109-6. Neuausgabe: Das kommende Geschlecht. Mit einem Nachwort und Anmerkungen von Günter Jürgensmeier. dtv #12720, 1999, ISBN 3-423-12720-1.
- Vril oder das kommende Geschlecht. Omnium-Verlag (Omnium #81), Berlin 2012, ISBN 978-3-942378-81-9.